# المنذر بن عمار
المنذر بن عمّار (9 ماي 1917 - 2004)، محامي وسياسي ودبلوماسي ورجل أعمال ومسيّر رياضي ووزير تونسي سابق. ينتمي أبوه، أمحمد بن عمار إلى أعيان العاصمة وقد أنجب بالإضافة إلى المنذر، وسيلة (سيدة تونس الأولى بين 1962 و1986) ونائلة. درس المنذر بن عمار الحقوق في السوربون ومارس المحاماة، وبعد الاستقلال أصبح من المقربيين من حلقة الحكم بفضل علاقة أخته بالرئيس بورقيبة. عين في جويلية 1956 كأول سفير تونسي في إيطاليا، ثم في أكتوبر 1957 كسفير في ألمانيا الغربية وهولاندا. دخل الحكومة لأول مرة في جانفي 1961  ككاتب دولة للصحة العمومية والشؤون الاجتماعية، وظل محافظا إثر التحوير الوزاري ل11 نوفمبر 1964 على حقيبة الشؤون الاجتماعية وأضيفت إليه حقيبة الشباب والرياضة. في سبتمبر 1969 عين وزيرا للسياحة وبقي في منصبه إلى نوفمبر 1970 ليخرج بعدها من الحكومة ويتفرغ لأعماله الخاصة. حزبيا انتخب في أكتوبر 1964 كعضو في اللجنة المركزية للحزب الاشتراكي الدستوري، كما انتخب في نفس العام نائبا في مجلس الأمة (عن دائرة القيروان)  ثم أعيد انتخابه عامي 1969 (عن دائرة القيروان الأولى) و1974  (عن دائرة تونس الرابعة). تولى بن عمار أيضا رئاسة بلدية المرسى، وترأس جمعية المستقبل الرياضي بالمرسى 3 مرات (1972-1977) و(1979-1980) و(1982-1985)، ومن نشاطه الجمعياتي كذلك، تأسيسه عام 1962 للجمعية التونسية للوقاية من حوادث الطرقات. تعرض إلى مضايقات عام 1986، بعد طلاق شقيقته من الرئيس بورقيبة، في إطار الحملة التي أطلقت آنذاك ضد الفساد. توفي المنذر بن عمار في صيف 2004، وعلى عكس وزراء بورقيبيين آخريين، تلقت عائلته تعازي من الرئيس زين العابدين بن علي. انجب بن عمار 3 أبناء من زوجته كورسيكية الأصل سيمون غاجياري، وهم صدري وهالة الباجي والمنتج السينمائي طارق بن عمار.

## روابط خارجية
- المنذر بن عمار على موقع مونزينجر (الألمانية)